# 美菲战争
美菲战争，也称为菲律宾独立或菲律宾起义（1899-1902）战争，由最初反抗西班牙殖民統治並成立菲律賓第一共和國，轉變成對抗美國兼併菲律賓的新殖民戰爭。这场战争发生在菲律宾革命和美國西班牙開戰之後，是菲律宾独立斗争的一系列冲突之一。
1898年8月14日，美軍佔領馬尼拉成立軍事政府，美國總統授權軍事總督掌握行政、立法、司法大權。1899年2月4日，美国和菲律宾共和軍之间爆发战斗，并迅速升级到1899年的马尼拉战役。1899年6月2日，菲律宾第一共和国正式对美宣战。这场战争在1902年7月4日正式结束。
然而，卡蒂普南組織的成员继续與美军戰鬥。馬卡里奧·薩凱将军也在其中，他是一位资深的卡蒂普南成员并曾经担任塔加拉共和国的总统。塔加拉共和国是在总统阿奎納多被捕后，于1902年宣告成立的。其他的团体，包括摩洛族人和普拉漢信徒，始终保持敌对状态直到他们在1913年6月15日於巴格薩克山戰役中失败。
这场战争和美国的占領改变了菲律賓的文化景观，作为国教的菲律賓天主教脱离了政府體制（国家政教分离），同时引进英语作为政府和一些企业的主要语言。1901年3月2日通過《斯彭納修正案》(Spooner Amendment)，結束軍事政府統治，殖民地的權力由總統轉移至國會授權，同年7月4日總統任命民事總督，開始民事統治。1916年，美国给予菲律宾自主权并承诺最终成立自治政府，该承诺最终于1934年兑现。1946年，在第二次世界大战之后，美国承认菲律宾独立并通过了《马尼拉条约》。

## 命名
這場戰爭在菲律賓語被稱為「Digmaang Pilipino-Amerikano」，意即「菲律賓－美國戰爭」。在美國，則已知有了各種各樣的名稱，包括「菲律賓叛亂」、「菲律賓－美國戰爭」、「菲律賓戰爭」及「菲律賓革命」。1999年，美國國會圖書館使用「菲律賓－美國戰爭」作為參考資料的分類用語。
有關美軍於20世紀初期在民答那峨島的作戰行動，有時被單獨稱為「摩洛戰爭」或「摩洛－美國戰爭」。

## 背景

### 菲律宾革命

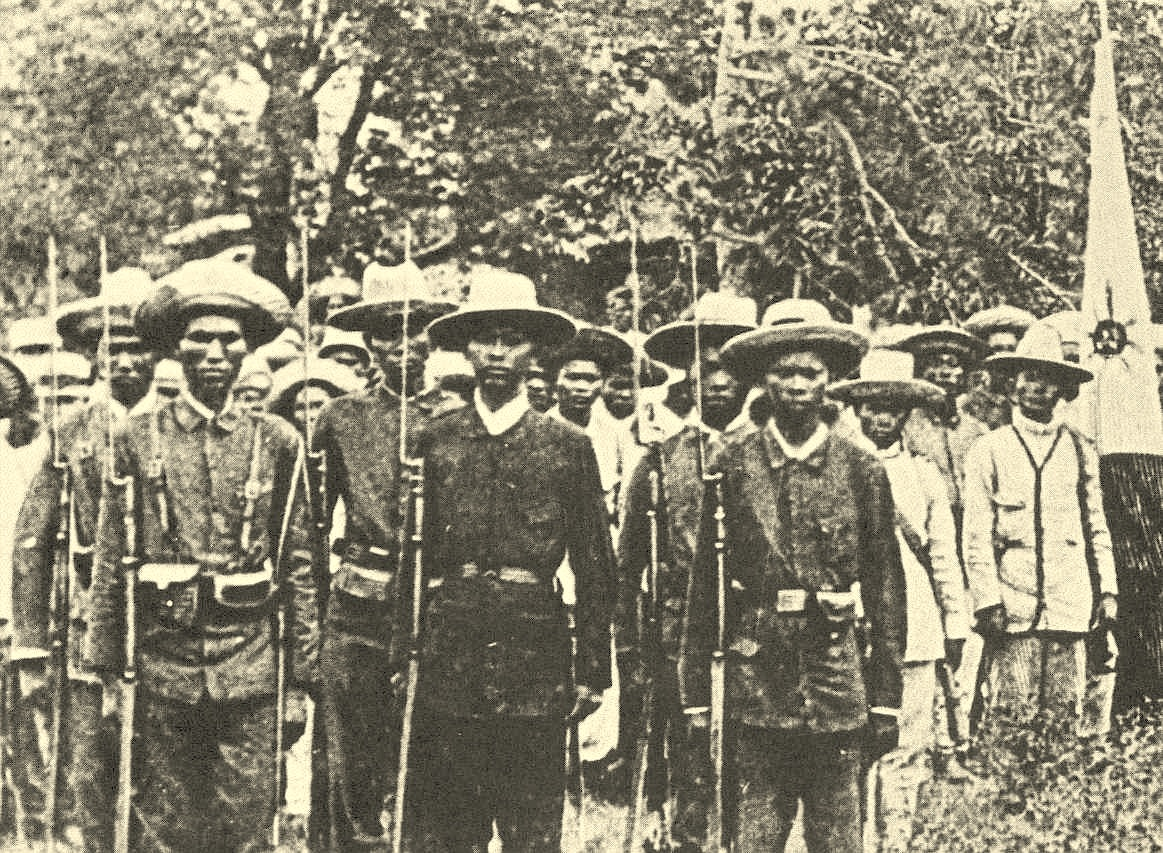
19世纪晚期菲律宾的卡蒂普聶洛斯（Katipuneros）的照片。

1892年7月7日，来自马尼拉的仓库保管员和业务员安德烈·滂尼發秀成立了「卡蒂普南」，一个致力于通过武装抗争从西班牙殖民统治中获得独立的革命组织。卡蒂普南在全国范围内蔓延开来，其成员被称为卡蒂普聶洛斯（Katipuneros），他们于1896年领导了菲律宾革命。在甲米地省的战斗者们赢得了早期的胜利。埃米利奧·阿奎納多是甲米地省最有影响力和最受欢迎的领导人之一，他是舊甲米地的市长并控制着甲米地省东部的大部分地区。最终，阿奎納多和他的派系取得了这一运动的领导權。1897年，阿奎納多当选为反叛者政府的总统，而落選的滂尼發秀被指控犯叛国罪而被处决。阿奎納多在現代被官方視為菲律宾第一位总统。

### 阿奎納多的流亡和返回

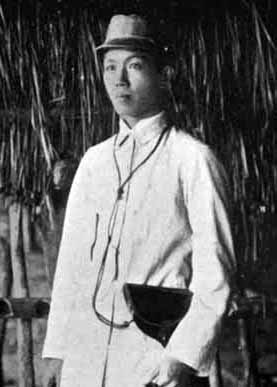
埃米利奧·阿奎納多在田野中。

1897年12月，斗争进入僵局。1897年8月，阿奎納多和当时的西班牙总督費南多·普里莫·德里維拉进行了停战谈判。到12月中旬双方达成一项协议：如果阿奎納多答应去流亡国外，总督将分三期支付协议中所写的“800,000（墨西哥）元”给阿奎納多。阿奎納多随后在香港为自己找到了立足之地。阿奎納多临走时谴责了革命，力劝菲律宾的战斗人员解除武装，并宣布那些继续进行敌对行动的人为土匪。然而，一些菲律宾革命者仍旧继续进行反对西班牙殖民政府的武装斗争。
阿奎納多在1899年回顾性地写道，在1898年4月22日到25日之间，他在新加坡会见了美国领事E·史賓塞·普拉特（E. Spencer Pratt）和朗塞維爾·維爾德曼（Rounceville Wildman），他们劝说他再次成为领导革命的核心。普拉特通过电报和乔治·杜威上将（美国海军亚洲中队的指挥官）进行了沟通，杜威向阿奎納多保证美国将至少承认菲律宾在美国海军的保护下的独立，并补充说没有必要制定一份正式的书面协议，因为海军上将和美国领事的话实际上相当于最庄严的承诺，他们的口头承诺和保证会被不折不扣地履行，并不可归与西班牙人的承诺或西班牙人观念中的诺言。阿奎納多回电同意返回菲律宾，他从新加坡搭乘马六甲号汽船到达香港，再从香港乘坐美国派遣的麥庫洛克（McCulloch）号于5月19日到达甲米地。1899年8月6日，《纽约时报》写道，普拉特取得一項法院命令，禁止公布一些“或许可以被视为顯示了他和阿奎納多之间的积极的关系”的陈述。《纽约时报》报道说，法庭判决维护了普拉特先生的立场，也就是他没有和阿奎納多进行所谓的“与政治人物的交易”，而出版商撤回了出版与之相反的陈述。
在卡米金，阿奎納多报告了与杜威上将会面，并回忆说：“我问他是否真的给那位在新加坡的领事普拉特先生发了所有那些普拉特告诉我他收到了的电报。海军上将回答是肯定的，并补充说美国已经到菲律宾来保护当地人并把他们从西班牙的枷锁中解放出来。此外，他说，美国在领土、税收、资源方面非常富裕，因而不需要殖民地，最终使我确信我没有任何理由怀疑美国对于菲律宾的独立性的承认。”杜威在5月下旬被美国海军部下令疏远阿奎納多，以免他向菲律宾军队做出什么不利的承诺。

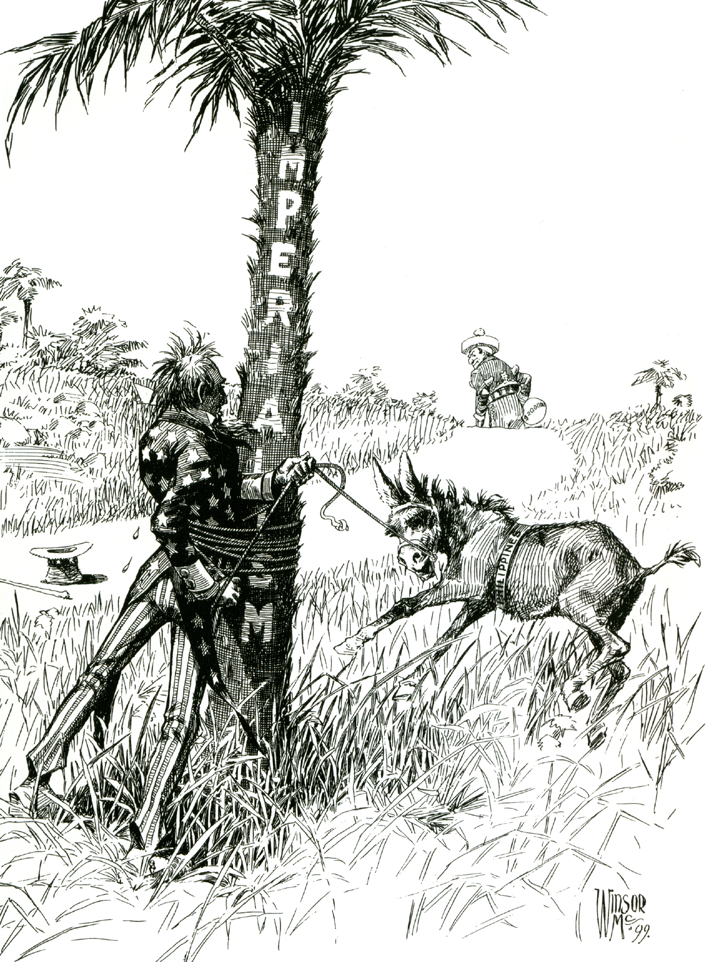
1899年由溫莎·麥凱创作的政治漫画。山姆大叔（代表美国），为了征服一匹标有“菲律宾”的挣扎中小马或骡子而把拴着它的绳子缠绕在标有“帝国主义”的大树上，而地平线上有一个数字代表着远去的西班牙带着一个标有2,000萬美元的袋子。

在阿奎納多回归的数月之后，菲律宾革命军攻克了菲律宾境内几乎所有西班牙占有地区。马尼拉也被12,000人的菲律宾军队完全包围，菲律宾人现在控制了菲律宾。阿奎納多向美国人移交了15,000个西班牙俘虜，向美國人提供了有价值的情报。6月12日阿奎納多在他在舊甲米地的家中宣布独立。
8月12日，西班牙和美国签署了和平协议，可是美军指挥官未知悉這事，13日美国军队从西班牙手中攻佔马尼拉。总督費爾明·豪德內斯与杜威和威斯理·梅利特将军达成了一个秘密协定。豪德內斯特别要求只向美国人投降，而不是向菲律宾叛军。为了挽回面子，他提出在西班牙投降之前与美国人进行一个模拟战；而菲律宾人将不会被允许进入城市。杜威和梅利特同意这一点，而两个阵营中没有其他人知道这个协定。在模拟战前夕，湯瑪斯·M·安德森将军电告阿奎納多，“在没有得到美国指挥官的允许前，不要让你的部队进入马尼拉。在帕西格河的这一边你会受到攻击”。
在西班牙和美国之间的战争开始时，美国人和菲律宾人已经成为对抗西班牙的盟友；现在西班牙和美国人建立了伙伴关系，共同驱逐菲律宾叛乱分子。美国和菲律宾军队之间的战斗险些爆发，因为前者在攻击前夕的重要关头将后者驱逐出了马尼拉周围的战略位置。美国人坦率地告诉阿奎納多他的军队不能参与战斗，而且如果他们进入城里会被攻击。叛乱分子由于被拒绝胜利进入自己的首都而被激怒，但是阿奎納多在等待他的时机。双方关系持续恶化，然而，对于菲律宾人来说，美国人将占领他们的国家已经变得清晰了起来。
6月12日的菲律宾独立宣言并没有得到美国或西班牙的承认，而西班牙政府在1898年12月10日签署的《巴黎条约》中把菲律宾以2000萬美元賣给了美国。
在1899年1月1日，阿奎納多被宣布为菲律宾总统——就是后来被称作「菲律宾第一共和国」的唯一的一位总统。后来他在布拉干省的馬洛洛斯市组建了国会以起草宪法。
杜威上将后来辩称，关于未来他没有承诺过任何事：
“从我对阿奎納多和他的顾问的观察中我认定以一种官方的方式与他或他的追随者合作是不明智的……总之，我的政策是避免任何与叛乱分子纠缠不清的联盟，然而我很欣赏的是，在我们的部队到来之前，他们可能有帮助。”

#### 西德科宅院（菲律賓第一共和國埃米利奧·阿奎納多的席位）

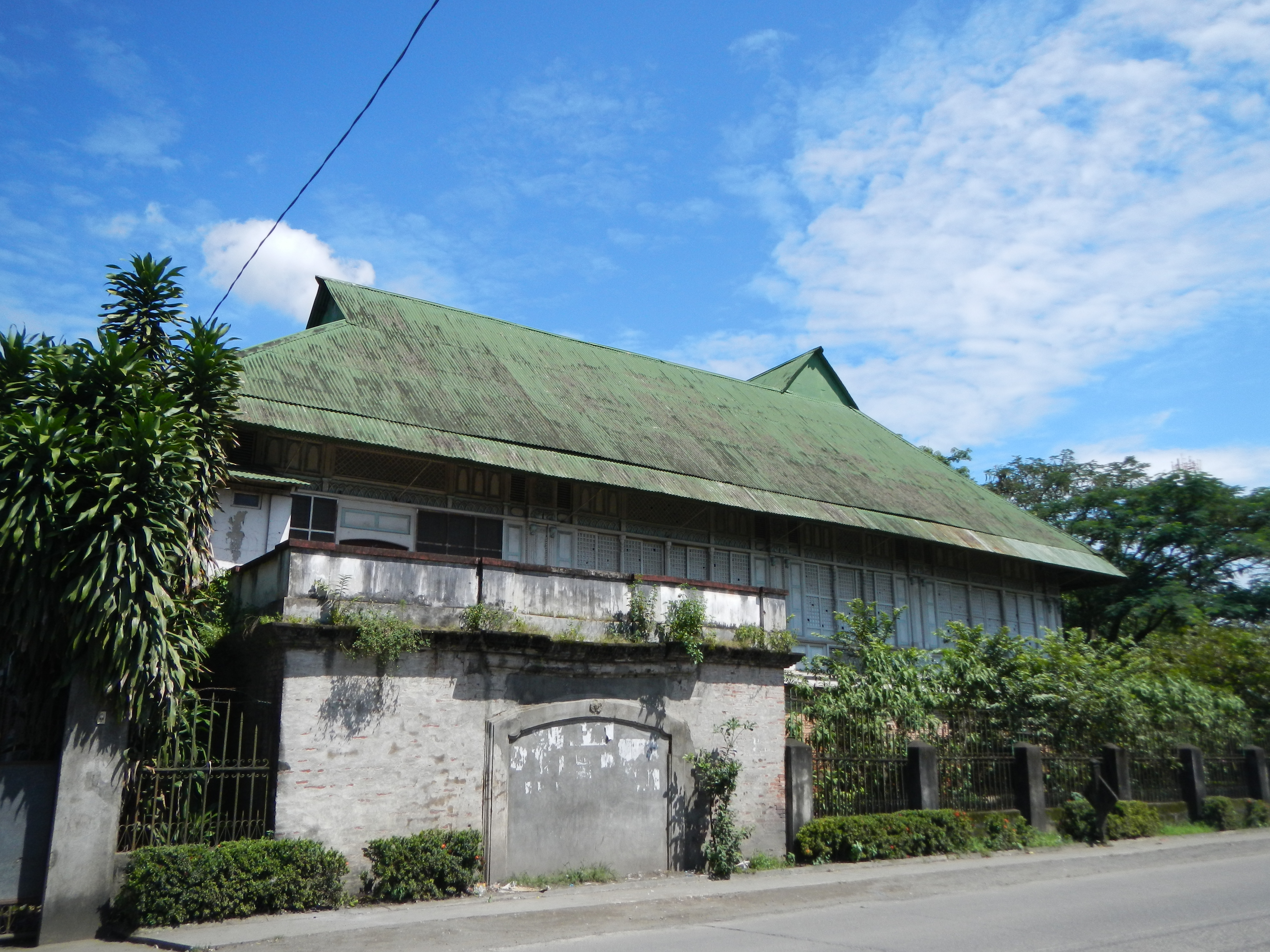
克里斯普羅·西德科（也被稱為“卡皮唐·普隆”）宅院位於新怡詩夏省的聖伊西德羅，建於19世紀（菲律賓殖民地建築史上的「花期」，在房子的結構體或裝飾物上，S形拱門、飾有金銀絲的木板、花體字的窗花及和花葉狀的設計比比皆是）。

這棟房子是埃米利奧·阿奎納多將軍擔任菲律賓第一共和國總統時“席位”所在地。在他於美國軍隊中歷經長途飄泊的最後階段，將該地作為他自己在聖伊西德羅的總部。 

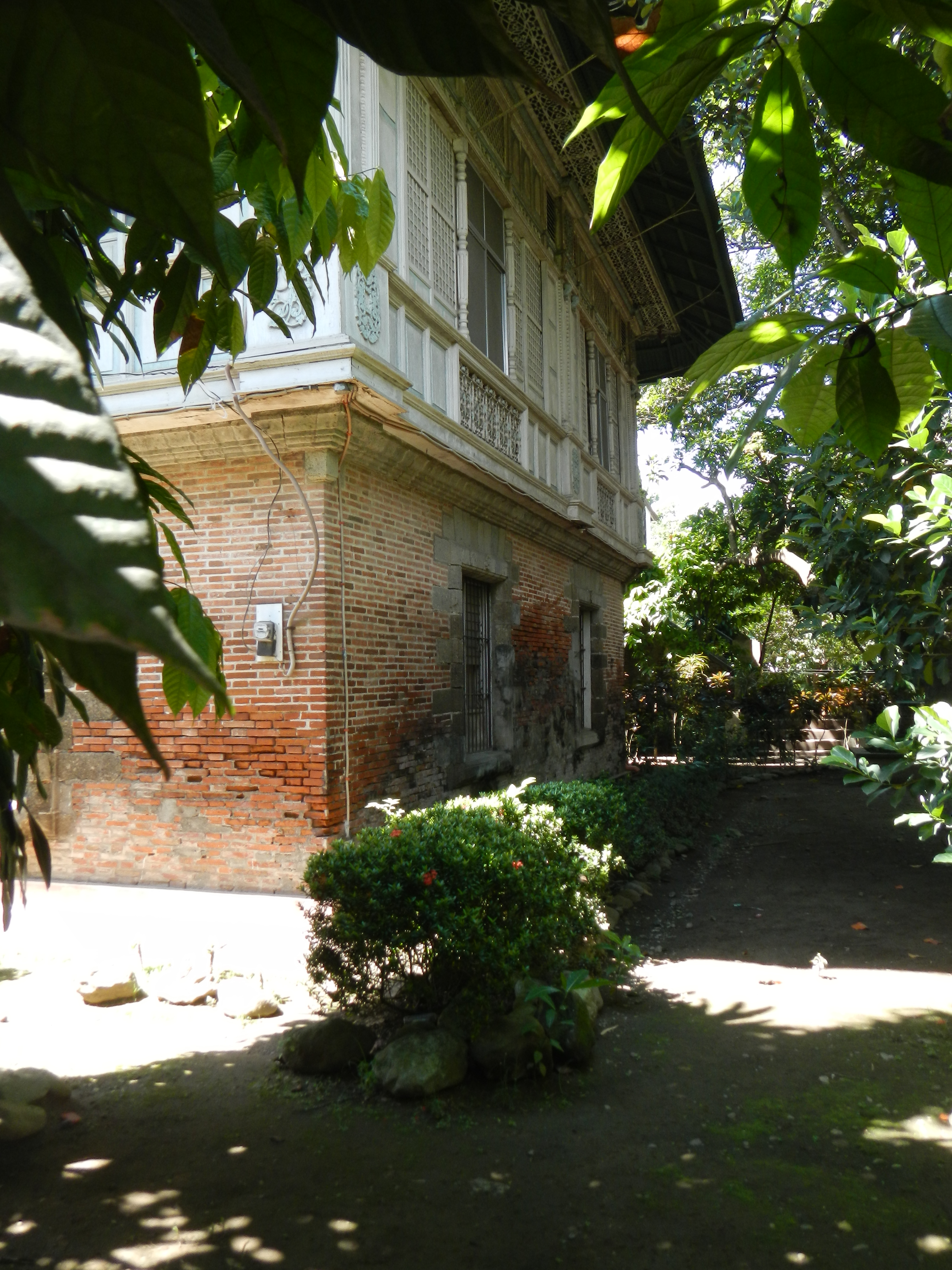
西德科宅院原為美軍弗列德里克·馮斯頓上校的總部，從1899年3月31日馬洛洛斯陷落後到1899年5月17日聖伊西德羅 (新怡詩夏省)被美軍攻佔這段期間，是埃米利奧·阿吉納爾多的“席位”或「總統府」。

1899年3月29日，埃米利奧·阿奎納多總統／將軍抵達新怡詩夏省的聖伊西德羅，並宣布該鎮是菲律賓第一共和國的首都。他停留在這棟房子裡，將它當作“事實上”的菲律賓臨時總統府。當美軍佔領聖伊西德羅後，西德科宅院被弗列德里克·馮斯頓上校當作總部，他後來在伊莎貝拉省的帕拉南捕獲阿奎納多總統／將軍。據說對阿奎納多的捕捉計畫，就是在這棟房子完成。依據2006年的報導，該宅院已被一個基督教組織所佔據。

## 对美国的战争

### 冲突的起源

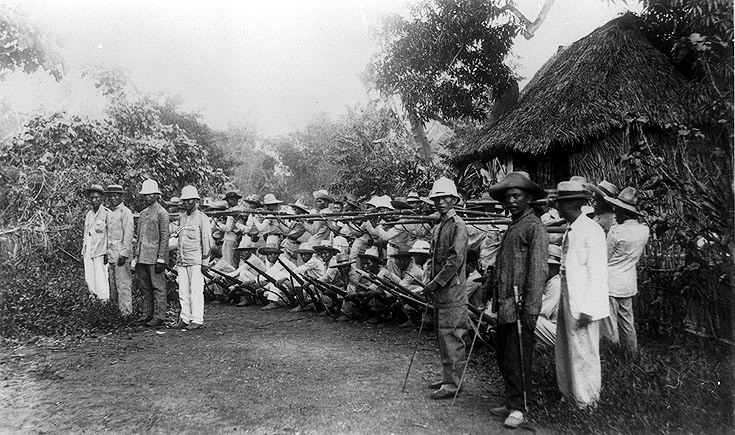
1899年，马尼拉外的菲律宾士兵。

菲律宾历史学家提奧多羅·亞岡西利歐在写到“美国背叛”时说，是美国首次接触在香港和新加坡的阿奎納多并说服他与杜威合作，从西班牙手中夺取权力的。在承认杜威可能并未允诺阿奎納多美国承认菲律宾独立（杜威无权作出这样的承诺）的前提下，他写道，杜威和阿奎納多有一个与共同敌人斗争的非正式联盟，杜威秘密安排西班牙向美国军队投降，从而破坏了联盟，并且在获得投降后恶劣地对待阿奎納多。亞岡西利歐总结美国对阿奎納多的态度“……表明他们并非作为朋友来到菲律宾，而是一个装作是朋友的敌人。”

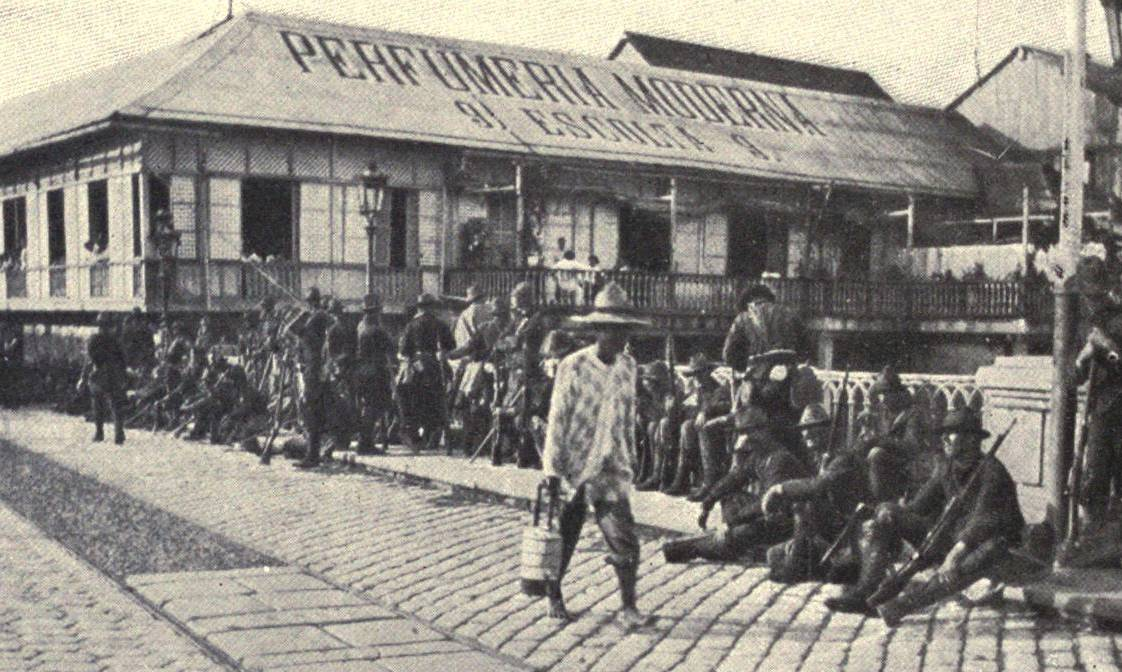
1898年，美国士兵在桥上守卫。

1898年12月21日，麦金莱总统签发了一份《亲善同化宣言》。奥蒂斯将军将其出版推迟到1899年1月4日，并删除了原来版本中术语“主权”、“保护”、“中止的权利”的含义。然而，当时在伊洛伊洛市的馬可斯·米勒（Marcus Miller）将军并不只知道奥蒂斯已经公布了修订版，将未删减版的宣言副本交给了一个在那儿的菲律宾官员。未删减版本继而流转到了阿奎納多的手上。1月5日，阿奎納多发表了一份反宣言：“我的政府无法对这样一个暴力并侵略性地攫取领土并妄称自己是受压迫国的捍卫者的国家视而不见。所以如果美国军队试图暴力将維薩亞斯群島据为己有，我的政府愿意采取公开的敌对行动。我在世人面前谴责这些行为，为了人类的良知可能会对谁是真正的压迫者和人类的折磨者宣布它的永无过失的判决。”在修订后的宣言发布的同一天，阿奎納多“最郑重地”抗议“美国政府对这些岛屿的入侵。”
奥蒂斯视这两个宣言等同于战争，提醒他的部队堤防并加强观察哨。另一方面，阿奎納多的宣言有力地激发了群众与由盟友变成的敌人斗争的决心。2月4日晚上，两个美国哨兵在马尼拉的聖胡安蒙特桥值班，其中一个是羅伯特·威廉·格雷松士兵，打响了开始1899年马尼拉战役的枪声。次日，亞瑟·麥克阿瑟（Arthur MacArthur）将军在没有调查开火原因的情况下，命令他的部队向菲律宾军队发起进攻，从而开始了全面大规模的武装冲突。

### 第一菲律宾委员会

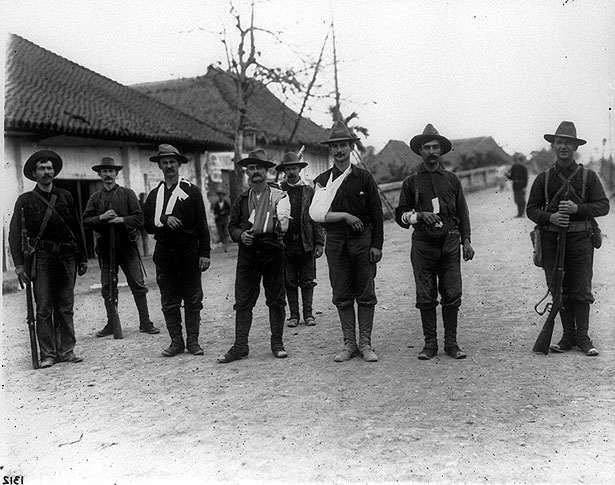
1899年，在馬尼拉省聖梅沙受伤的美国士兵。

在1899年1月20日，麦金莱总统任命雅各布·古尔德·舒尔曼博士主持一个包括迪安·C·伍斯特、查理斯·H·丹比、杜威海軍上將和奥蒂斯将军为成员的委员会，调查海岛状况并提出建议。二月，战争在美国与菲律宾武装之间爆发。当非军事委员会成员与三月抵达时，他们发现奥蒂斯将军将委员会视为对其权威的侵犯。
在次年他们向总统发出的报告中，委员们承认了菲律宾的独立诉求；但是，他们说菲律宾还没有为此做好准备。具体的建议还包括对马尼拉建立文官控制（奥蒂斯将享有超过城市政府的否决权），尽快创立平民政府，特别是在已经宣布“平定”的地区（美国行政首长当时是海岛的军事总督），其中包括建立两院制的立法机关、省级和市级的自治政府、和免费的公立小学系统。
1900年11月2日，舒尔曼博士签署以下声明：
“如果我们的权力被任何恶性事故撤回，我们的委员会相信菲律宾将迅速陷入无政府状态，这很可能导致其他权力的干预和海岛的最终分离。所以，只有通过美国的占领，是获得自由、自治和统一的菲律宾联邦的理想方式。并且从菲律宾必不可少的需求出发，保持美国对群岛的统治权被所有聪明的菲律宾人，甚至是渴望受美国保护的起义军所认可。事实上，后者将受益而把责任留给我们。然而，他们意识到菲律宾不能独自存活是不容置疑的事实。所以菲律宾人的福利与禁止我们抛弃群岛的民族尊严的指令相一致。从任何角度来看，我们无法逃避我们的主权赋予政府的责任；并且委员会充分相信我们国家责任的履行将会给菲律宾岛屿的人民带来最大的福祉。”

### 第二菲律宾委员会
由麦金莱于1890年3月16日任命的并由威廉·霍华德·塔夫脱领导的第二菲律宾委员会（塔夫脱委员会）被授予立法的和有限的行政权力。在1900年9月和1902年8月之间，它颁布了499部法律。建立了一个包括最高法院的司法系统，起草了一部取代过时的西班牙条例的法典。组织了一套行政部门。1901年市政法对民选总统、副总统和市政委员会的议员做出了规定。市政委员会成员对征税、维护市政财产和进行必要的建设项目负责；他们还选举省级的首脑。

### 美国的战争策略

#### 美国战术
美国在菲律宾的军事策略从常規的对抗西班牙改为对起义的镇压。战略随对关键领域的控制和对平民游击队伍的隔离而改变。集中营或“保护区”的使用，而非美军全面投入战争，理论上防止了平民生命的不必要损失。然而，由于恶劣的卫生条件，许多的被拘禁者死于痢疾。
美国政府和媒体通过道德演说的使用来支持美国在菲律宾行动的正当性。史都華特·克雷頓·米勒（Stuart Creighton Miller）写道：“美国人利他地卷入与西班牙的战争，去把古巴人、波多黎各人和菲律宾人从残暴的枷锁中解放出来。如果他们在菲律宾逗留了太长时间，那是为了保护菲律宾不受等待美国撤军的欧洲大鳄的侵扰，和指导他们学习美国式的民主。”

#### 奥蒂斯将军的行动
美国军官奥蒂斯将军因他在菲律宾的行动而声名狼藉。尽管华盛顿方面给予了奥蒂斯许多避免军事冲突的命令，他并没有为防止战争爆发采取什么举措。值得注意的是，战斗开始后不久，他拒绝了埃米利奧·阿奎納多结束战斗的建议，并宣传“战斗，已经开始，必须持续到严峻的结束”。奥蒂斯拒绝接受除菲律宾军队无条件投降之外的任何提案。他常常在没有第一时间与华盛顿领导层商议的情况下自己做出重大的军事决定。他在菲律宾人的反抗会很快瓦解的感觉下挑衅地处理菲律宾问题；即使在这被证明是错误之后，他继续坚持认为起义已经被击败，其余的人员伤亡是由“個別不法分子團伙”造成的。
奥蒂斯在从媒体隐瞒美国军事战术的消息中也扮演了重大的角色。当描述美国暴行的信件到达美国媒体，陆军部参与了并要求奥蒂斯将军调查它们的真实性。每一则剪报被发送到原作者的指挥官处，然后说服或迫使该士兵写撤回原作的声明。
同时，奥蒂斯声称菲律宾叛军对美国战俘用“严刑”逼供。在1899年的年底，埃米利奧·阿奎納多试图通过提议由中立方——外国记者和国际红十字会的代表——来检查他的军事行动以反驳奥蒂斯将军的说法。奥蒂斯拒绝了，但埃米利奧·阿奎納多设法在暗中把四位记者——两位英国的，一位加拿大的，和一位日本的——带入菲律宾。这些通讯员返回马尼拉报道，美国战俘“受到的待遇与其说像俘虏，不如说更像客人”，“享用这个国家所能给予的最好膳食，并受到无微不至的照料”。报道接着说美国战俘在菲律宾军队被给予佣金，并且有三人已经接受。四位记者的报道一被出版，他们就被驱逐出菲律宾了。
被释放的海军中尉J·C·吉爾摩爾（J.C. Gilmore）坚持说他受到了“相当的待遇”，并且他并未比他的逮捕者更多挨饿。奥蒂斯对这两篇文章的反应是下令“逮捕”并“调查”两名作者，从而质疑他们的忠心。
当国际红十字会的F·A·布雷克（F.A. Blake）应埃米利奧·阿奎納多的要求达到时，奥蒂斯将他限制在马尼拉，在那儿奥蒂斯的随从向其说明所有菲律宾人对文明战争的违反。Blake设法逃离看护，冒险进入战场。布雷克并未越过美国的界限，但即使在美国的领域里，他看见被烧毁的村庄和“恐怖地残缺不全的身体，腹部被割开及间或被斩首的”。布雷克等回到圣弗朗西斯科以后，告诉一个记者“美国士兵决心杀死所能看到的每个菲律宾人。”

### 菲律宾的战争策略

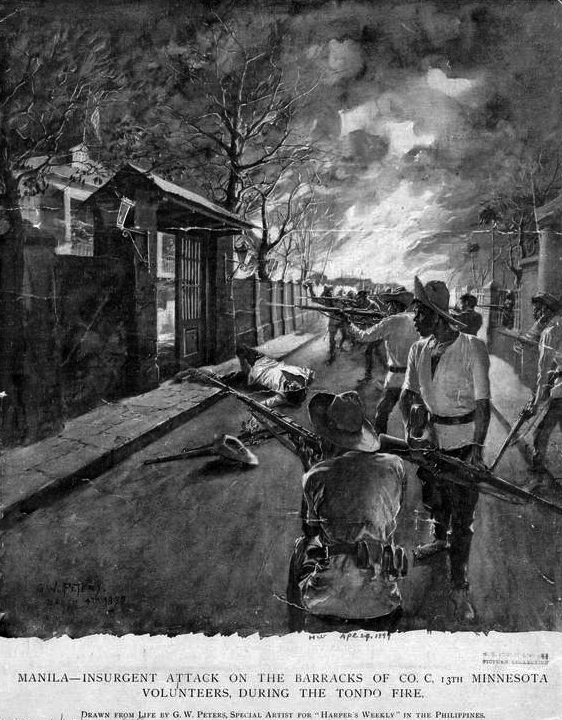
马尼拉——菲律宾人在Tondo Fire中袭击Co. C的营房，第13明尼苏达志愿军。

菲律宾的武装力量估计在80,000到100,000人之间，以及成千上万的附属人员。武器和弹药的缺乏对菲律宾人来说是一个重大的阻碍。
菲律宾第一共和国追求的目标，或者说终极状态，是一个具有主权的、独立的、社会稳定的，由ilustrado（知识分子）寡头政治领导的菲律宾。当地的首领、地主和商人是控制当地政治的principales。当 illustrados、principales和农民联合对抗併吞时战争最猛烈。为游击队提供人力的农民，与他们的illustrado领袖、他们村庄的principales有不同的利益。与种族和地理的分裂相结合，联合是一项使人畏缩的任务。阿奎納多和他的将军们的挑战是维持统一的菲律宾公众的反对派；这是革命者们战略上的重心。
菲律宾运作的重心是在战场维持100,000非正规军的能力。菲律宾的弗朗西斯科·馬卡布洛斯将军把菲律宾的战争目标描述为“并非击败美国军队，而是造成他们持续的损失。”他们寻求首先使用传统战术和增加美国的人员伤亡来促使麦金莱在1900年总统选举中的失败。他们的希望是公开承认自己是反帝国主义者的威廉·詹宁斯·布莱恩作为总统将会从菲律宾撤军。他们以更好适应拖延斗争的游击战术来追求这个短期目标。尽管这一目标在短期内鼓舞了革命者，麦金莱的胜利使他们士气低落并且使许多决心不稳的菲律宾人确信美国将不会很快离开。

### 游击战争阶段
在1899年的大部分时间里，革命领导人在战略上已经把游击战视为苟延残喘的最后法宝，而不是当作扭转不利战况的有效方法。1900年11月13日，埃米利奥·阿贵依奥尔多发出命令，之后游击战成为了主要战略。这使得菲律宾群岛上的所有美占区的统治在接下来几年中变得更加艰难。事实上，仅仅在游击战发动的前四个月中，美军已接近500伤亡。菲律宾军方展开了血腥的偷袭突击，如在佩耶、卡圖比、馬卡罕布斯山、普朗盧帕、巴朗吉戛及馬比塔克等游击胜利。起初，甚至看起来菲律宾人将使击败美军迫使他们撤退。就连麦金利总统在开始阶段也曾一度这么认为。
游击战的转变促生了美军的“整体战”学说。平民得到身份认证后被强迫在官方规定日期前进入集中营，在那之后，所有没有身份证明于集中营之外被看见的人将被立即射杀。成百上千的平民由于很差的环境死于集中营内。但是这也加快了战争的结束。

### 菲律宾第一共和国的衰败

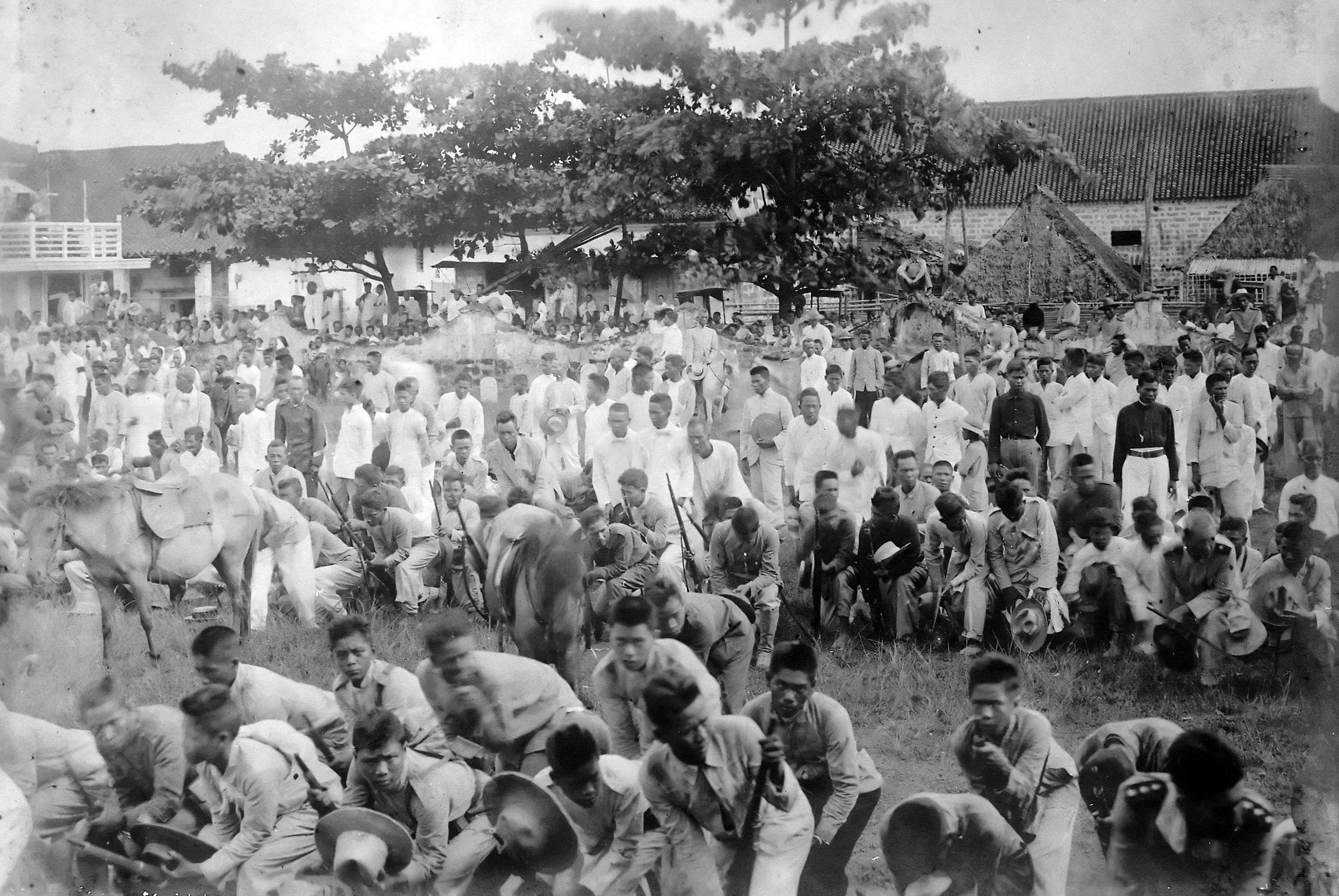
图为一队菲律宾士兵在投降前放下武器。

常规作战期间菲军在美军面前继续遭受失败，迫使阿贵依奥尔多不断更换作战基地，他所做的几乎在整个战争期间持续。
1901年3月23日，在支持美国一方的一个名叫馬卡貝貝（Macabebe）的菲律宾偵察兵帮助下，弗列德瑞克·馮斯頓将军和他的军队占领了伊莎貝拉省的帕拉南，偵察兵身着菲军的制服，美军佯装作他的俘虏。当馮斯頓一行一进入阿吉纳尔多的军营，他们马上进攻守卫，很快地压制了疲惫的对手。
1901年4月1日，在马尼拉的馬拉坎南宮，阿吉纳尔多发誓接受美国当局并保证效忠美国政府。4月19日，他向美国签署了正式投降宣言，让他的追随者们放下武器放弃抵抗。“让血河的流动停止，让泪水和忧伤终结，”阿吉纳尔多说道，“战争持续的教训和我最近才意识到的重要性，使我确信战争的完结与和平的维持不仅是人们所渴望的更是菲律宾人民的本质需求。”
阿吉纳尔多的被俘给予了菲律宾人强烈打击，但程度未及美军所希望的那样。米盖尔·马尔瓦尔将军接管了菲政府的领导权，或者说是剩下部分的权力。起初他采取防御立场对抗美军，但是之后在八打雁地区对美军占领城镇发动了全面攻势。萨马岛的文森特·路克班（Vincente Lukban）将军，以及其他军官，都在各自地区继续战斗。
作为回击，富蘭克林·貝爾将军也采取战术反击马尔瓦尔的游击战术。强迫平民住进集中营，对他们使用水刑来审讯，协同他的焦土战略，一并对菲律宾革命分子予以重创。

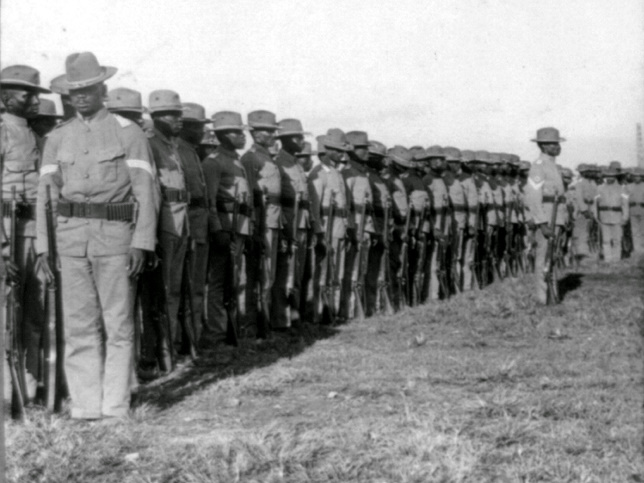
训练中的美军第二十四步兵团，沃克军团，菲律宾群岛，1902年

贝尔也无情地追踪者马尔瓦尔和他的部下，击溃对手，打压斗志，逼迫菲律宾士兵投降。最终，在1902年4月13日，马尔瓦尔和他的手下官员以及家人一起投降了。在4月末，接近3,000个马尔瓦尔的部下也随之投降。随着马尔瓦尔的投降，菲军战力开始更进一步地被削弱。

### 战争的正式结束
1902年7月1日，菲律賓組織法案批准了麦金利先前建立菲律宾委员会的行政命令，规定立法机构将由选举出的下议院（菲律賓國會）以及上议院组成建立。这个法令也为美国人权法案的延伸提供了基础。
7月2日，由于抵抗美国的暴动的结束和地方政府的建立，美国战争部长发电说明结束军事主管办事处。7月4日，西奥多·罗斯福（于1901年9月5日麦金利总统遇刺当上总统）对曾在菲律宾群岛上参与冲突的所有人宣布赦免罪责。

### 难以调解的纠纷
历史学家康斯坦丁诺声明由于卡蒂普南和其他不可调解反抗势力的残余，继续同美国军队和菲律宾警察作战负隅顽抗，非官方层面的战争仍将持续接近十年。但是在战争的末期，总督塔夫脱更愿意依靠菲律宾警察而不是美军的军事介入。事实上，他也因此被谴责。
1903年9月25日，在比科尔岛——马尔瓦尔投降的地方，來自阿爾拜省奎諾巴坦的塞梅翁·歐拉投降了，他是记载下的最后一个投降的菲军将军。1902年一个卡蒂普南的老兵馬卡里奧·薩凱在吕宋岛南部创立了另一个塔加拉共和国，名字叫卡塔加盧岡（Katagalugan）。1906年随着薩凱和他的追随者被美国当局当作盗贼捕获并在接受赦免之后，这个共和国便终结了。

### 普拉漢信徒

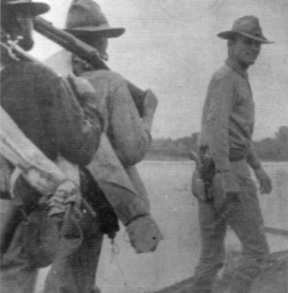
图为上尉Cornelius C. Smith，荣誉勋章获得者，隶属美军第十四装甲部队，1904年。

准宗教武装团体在各省抗击着美军。这些团体包括普拉漢信徒，因为他们的红色服装而被这样称呼；以及柯羅盧姆（colorum）和上帝上帝（Dios-Dios）。他们大部分由农民和其他穷苦人民组成，被救世主似的领导者如迪歐尼西歐·昔桂拉（Dionisio Seguela，即伊西歐教宗）率领，揉合了罗马天主教和民间信仰。举个例子，他们相信被称为阿吉梅特（agimat）或安汀-安汀（anting-anting）的护身符，可使他们刀枪不入。这些运动被美国政府当作盗贼、狂热分子之類去鎮壓。最后的这类团体也在1913年之前被击败或者投降了。

### 摩洛族叛乱
在和阿吉纳尔多爆发战争时，美国政府與苏禄蘇丹國签下了在摩洛人领土避免战争的和平条约。然而，在北部的抵抗大为减弱后，美国开始在摩洛族领土开辟殖民地，这激起了摩洛叛乱。1904年4月4日，从塔拉卡戰役开始，美军对達圖安普安那古斯（Datu Ampuanagus）开战，他在損失了200名部下后投降。在那之后许多战役被打响，这一直持续到1913年6月15日。在這場冲突中，達約山和巴格薩克山战役是最著名的，因為造成妇女和儿童死伤。

## 政治氛围

### 美国人的反对
一些美国人，尤其是威廉·詹宁斯·布莱恩、马克·吐温、安德鲁·卡耐基、欧内斯特·克罗斯比，和其他的美国反帝国主义联盟的成员，强烈反对吞并菲律宾。反帝国主义者宣稱美国已經变成一个新的殖民势力，取代西班牙成為在菲律宾的殖民势力。其他反帝国主义人士出於种族原因反对兼并。这些人中，南卡罗来纳州的本杰明·提尔曼参议员害怕兼并菲律宾将导致大量非白种人涌入美国本土。随着镇压菲律宾人民的暴行传入美国，人们也开始不再支持战争了。
马克·吐温通过自己在传媒界的影响力极好地反对了战争。他说因为不让菲律宾人民选择自己的命运，战争违背了美国民主的理念。

“这是菲律宾的情况。我已经尽力了，然而我一生都无法理解我们怎么陷入那个麻烦之中。也许我们不能回避——可能我们同当地岛民战斗是不可避免的——但是我不能理解，也从未能找到我们与他们敌对的根源。我认为我们应该充当他们的保护人，而不是把他们踩在脚下。我们本打算将他们从西班牙暴政中解救出来使其建立自己的政府，我们本打算支持他们使其获得公平审判。那不是一个我们按照我们的意志行动的政府，而是一个代表大多数菲律宾人民的政府，一个遵从菲律宾人民意志的政府。对于美国来说那本将是个有价值的使命。可是现在——为什么，我们陷入了麻烦，陷入了每走一步都将更加难以抽身而出的沼泽。我确信自己希望的是看到我们正在摆脱它，作为国家民族层面这对我们很重要。”

在一段被吐温的首位传记编辑托马斯·本杰罗·潘恩删去的文章里，吐温称美国军队为“穿着制服的杀手”，并把他们在菲律宾群岛杀戮 “600个无助且没有武器的野蛮人”描述为“仅仅是舒适地坐着，在人群中烧毁黄金法则，想象着自己寄给家人们的信，不断积累自己的荣誉的漫长而快乐的野餐”。

### 菲律宾人通敌
阿吉纳尔多的一些同僚甚至在战争前就支持美国。阿吉纳尔多的总理，1897与西班牙休战协议的拟定者佩德罗·帕特诺，1898年时主张菲律宾并入美国。其他亲美的是重要国会成员崔尼戴德·帕多·迪·塔維拉（Trinidad Pardo de Tavera）和本尼多·列加達（Benito Legarda）；阿吉纳尔多的司法大臣葛列哥里歐·阿拉聶塔（Gregorio Araneta），外事大臣菲利浦·布恩卡密諾（Felipe Buencamino）。1902年布恩卡密諾的发言被记录道：“我是美国人，菲律宾一切的财产、空气、光和太阳，我认为都属于美国。”许多这样的人随后在殖民政府中占据要职。
美国陆军上尉馬休·阿靈頓·貝特森组织了馬卡貝貝偵察軍作为本地的武装游击力量来抗击叛乱。

## 暴行

### 美军暴行

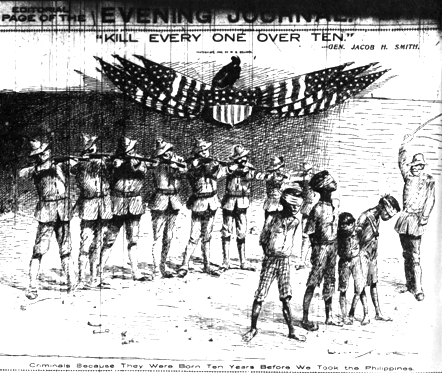
因为在萨马岛游击战惨败而愤怒，賈可布·H·史密斯将军对当地居民进行格殺勿論的攻击以作为报复。他的命令——“杀掉所有十歲以上的人”——成为了1902年5月5日《紐約新聞報》的漫畫标题。星條旗展開在美國國徽上，而禿鷹代替了白頭鷹。副标题写道：“他们是罪犯，因为比我们占领菲律宾早十年出生”。史密斯最终被美国军方送上军事法庭而勒令退休。

美国方面对乡村的攻击通常包括使整个村庄都被烧毁的焦土策略、水刑的折磨和把村民押送进“保护区”。1901年11月，費城公眾記事報的马尼拉通讯员报道：“這次战争並非不流血，而是一場諷刺的交战；我們的人变得残酷无情，杀害男人、女人、儿童、囚犯、俘虏、叛乱分子以及10岁以上有嫌疑的少年，菲律宾人只比狗好一點點的观念盛行一时……”
菲律賓人的死亡人數始終是個爭論議題。1908年，曼紐爾·阿瑞蘭諾·雷蒙多（Manuel Arellano Remondo）在《菲律宾群岛普通地理》写道：“在1895年到1900年的五年之间，由于战争因素導致人口锐减。在第一次暴乱开始时，人口估计为9,000,000人，而现在（1908年），群岛上的居民人数不超过8,000,000人。約翰·M·蓋茲（John M. Gates）估計至少34,000名菲律賓軍人被殺，另外有將近200,000個平民死亡，大部分肇因於霍亂疫情。菲律宾历史学家小聖胡安則主張有140萬菲律宾人在戰爭中死亡，构成了美国方面的种族灭绝行为。

#### 美国士兵的信件和回应
战争期間，美国士兵會将美軍暴行写成信寄回家。在这些信件中有一些是批评歐提斯将军和美军；当这些信到達反帝国主义编辑者手中后，會变为国家級新闻，迫使美國戰爭部调查真相。其中两封如下：
- 一个來自纽约士兵说：“前几天提塔提亞（Titatia）镇向我们投降，两個連同时占据它。昨天我們的一个男孩被发现遭到枪杀，肚子被剖开。我们立刻收到来自惠頓（Wheaton）将军的命令，焚烧这个鎮，並杀死看得到的每一个当地人，以作為了结。约1,000个男人、妇女和儿童被殺死。 我铁石心肠大概日益增长，因为当我用枪瞄準黝黑的皮肤並扣下扳机时，我感到荣耀。”[75]

- 山姆·吉利斯（Sam Gillis）下士说：“我们要求每个人下午七时都回到他家，而且每个人只講一次。如果他拒绝，我们就向他射击。第一夜我们打死300多名当地人。他们试图放火烧毁镇。 如果他们从房子开了一枪，我们就烧毀这間房子和它鄰近的每一間房子，并且射击当地人，所以他们现在很安靜地待在鎮裡。[75]

歐提斯将军对这些信件进行调查，把信件的副本送到作者的长官手中，且让长官命令士兵收回信件。如果士兵拒绝，就會像堪薩斯团的士兵查理斯·布瑞納（Charles Brenner）一樣，受到军事审判。在他的案子中，罪名是“编写、出版的文章中包括关于自己的刻意谎言和对畢紹普（Bishop）上尉的诬告”。这并不是说，所有描述暴行的信件都是在批評歐提斯将军和美國行動。许多人它描述为菲律宾挑釁的结果，因而显得完全有理。

#### 集中营
菲律宾村民被迫遷入稱為「再集中區」的集中營，周圍環繞自由射擊区，有如“死亡地带”。此外，这些营地过于拥挤，到处都是疾病，导致死亡率极高。在这些再集中區裡条件是非人道的。1902年1月到4月，總共298,000名囚犯中有8,350名死亡。一些营地发生的死亡率高达20％。一个营地範圍是两英里乘一英里（3.2公里乘1.6公里），大约是8,000位菲律宾人的家。他们被围捕，然後审问、拷打或处决。
在八打雁省，富兰克林·贝尔将军负责设立集中营，有记者以“狠”形容其運作情形。1901年12月25日，贝尔将军下令八打雁省和內湖省的整个人口聚集到各自的城镇中心的小区域。这些家庭携带他们可以携带的一切，因为遗留下的东西都会被美军烧毁，包括房屋、花园、牛车、家禽和动物。集中营以外的任何人士会被枪杀。贝尔将军坚持说，他修建了这些营地“保护友好的当地人使他们不受叛军的伤害，向他们保证充足的粮食供应”，而且让他们知道什么是“适当的卫生标准”。然而营地的指挥官称他們處在“地狱的郊区”。

### 菲律宾的暴行
美国陆军将军奥的斯说，菲律宾叛乱分子以恶魔般的方式折磨美国战俘。据奥的斯，许多被活埋或把他们的脖子放置在蚁丘上。他说，其他人的生殖器被割，并塞入自己的嘴巴，然后窒息或流血过多而死亡。另据报道，西班牙神父在他们的会众前被可怕的肢解，当地人谁拒绝支持阿吉纳尔多·埃米利奥将被屠宰成一千块。 美国报纸的头条指出“恶魔般的菲律宾人谋杀和抢掠”。「戰鬪喬」·惠勒将军坚持，这是菲律宾人谋杀自己人、谋杀妇女和儿童、烧毁村庄，純粹為了抹黑美國大兵。
1899年1月，《紐約世界報》发表一篇关于一名美国士兵威廉·拉皮爾（William Lapeer）据称被故意感染麻风病（leprosy）的故事。然而，这个故事的真实性已受到质疑，并表示名字拉皮爾本身可能是一个双关语。
被称为暴行的其他事件还有那些美国人认为是文森特·盧克班（Vicente Lukban）将军干的事，他据称是菲律宾的指挥官，在萨马省策划过巴朗吉加大屠殺，菲律宾的一个突袭杀害了近50个美国士兵。媒体报道说，许多尸体被肢解。这次袭击引发了美国在萨马岛的报复，由賈可布·赫德·史密斯下令攻击。据报道，他下令他的部下杀死十岁以上的每个人。为了自己的荣誉，利特尔顿·沃勒少校撤回了他自己的人。史密斯因为他的命令而受到军法审判，于1902年确定罪行，结束自己在美国军队中的职业生涯。沃勒因为仅仅杀死了11个菲律宾嚮導而被无罪释放。
哈洛克（Hallock）警长在參議院菲律賓委員會（小屋委员会）作证時表示，当地人被灌水，“……为了弄到第1連士兵歐赫聶（O'Herne）被谋杀的情報，他不仅被杀，在临死之前還被用火烤以及其他方法進行拷问。”
在菲律宾人方面，有关暴行的信息来自目击者和参与者本身。趙多洛·阿銀絲溜在他的《菲律宾人民史》写道，菲律宾军队可以达到甚至超过美軍对一些战俘的暴行。用脚踢、打耳光，并在脸上吐痰是普遍的。在某些情况下，耳朵和鼻子被切掉，把盐涂在伤口。在其他情况下，俘虏被活埋。这些暴行无视阿吉纳尔多的命令，并告知他囚犯受到良好的待遇。
伍斯特叙述如下两个具体的菲律宾軍人暴行：

「一支队伍行军穿过雷伊泰島，发现稍早失踪的美国人被钉在十字架上，垂着头，他的腹壁被仔细切开，使他的肠子能挂在他的脸上。」
「另一位美国囚犯在同一行程中被发现，身體埋在地下，只有他的头部凸出地面。他的嘴已被一根棍子撑开，糖的轨迹進入樹林，且留一把塞在他的嘴里。引来了无数的蚂蚁。」

## 结果

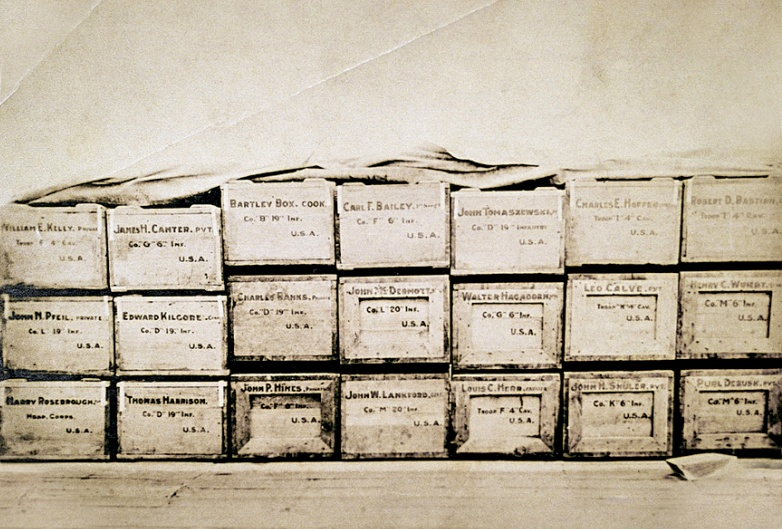
美國人的棺木，1906年

### 文化影响
罗马天主教会被解散，相当数量的教会土地被购买和重新分配。土地面积达170,917公頃（422,350英畝），对此教会1903年3月要价$ 12,086,438.11。本次收购是完成于1903年12月22日降价$ 7,239,784.66。土地再分配计划被规定符合至少三部法律：《菲律宾组织法》、《公共土地法》、《弗莱尔土地法》。《公共土地有限采购法》第10条规定：个人购买土地最多16公顷，一个公司或类似协会购买土地最多1,024公顷。土地给可被无地农民租赁，每公顷每年价格范围从50分到一比索50分。《公共土地法》第28条规定的租赁合同可能的最长期限为25年，而且可续租25年。
美国总统麦金利，在他于1898年给菲律宾第一委员会的指示中，下令允许菲律宾语言的使用，与英语一样，以达到教育目的。 美国的管理员，发现当地语言过于庞杂，对于学习和编写教材来说太困难了，最终只用英语的单语系统，而不再考虑其它的菲律宾语言，除了在必须使用它们的象征性陈述中。
1901年，至少五百名教师（365名男性和165女性）从美国乘美国军舰“托马斯”抵达。名称Thomasite被这些教师采纳，他们坚定地树立教育，以作为美国对菲律宾的主要贡献之一。给定的任务是阿尔拜、卡坦端内斯、索索贡、北甘马粦、甘马苏尔和马斯巴特。在頭20个月的居住裡，这些教师中有二十七位死于热带疾病或菲律宾叛军杀害。尽管艰辛，这些教师仍坚持教学和建设学习机构，让学生为自己选择的专业或行业作准备。他们在1901年建立了菲律宾师范学院（现在的菲律宾师范大学）和（PSAT）菲律宾的艺术及贸易学院，重开了菲律宾航海学校，它于1839年在西班牙统治下由马尼拉商务董事会首次成立。到1904年年底，小学课程大多是美国的管理下，由菲律宾人教的。
流行文化
维克赫尔利的摩洛人历史，“克里斯的斯威什摩洛人的故事”讲述了亚历山大·罗杰斯上校在菲律宾用猪制服摩洛人的故事。赫尔利写道，罗杰斯上校被摩洛斯人称为“猪”，另一本赫尔利书《丛林巡逻队，菲律宾警察的故事》也讲述了猪被用来对付他们的故事。
赫利在1937年为好莱坞电影《真正的荣耀》写了剧本；这部电影于1939年上映。这部小说改编自1937年查尔斯·L·克利福德（Charles L.Clifford）的同名小说，是赫尔利的笔名。电影中有一个场景，加里·库珀（Gary Cooper）饰演比尔·卡纳万（Bill Canavan）博士，将一名被俘虏的穆斯林裹在猪皮上。他宣布，所有被杀害的穆斯林叛军将被埋在猪皮里，以防止他们进入天堂。这部好莱坞电影对美国人起到了宣传的作用，把美国军队描绘成勇敢的当地民众的捍卫者，他们正受到摩洛人的恐吓。

### 菲律宾独立

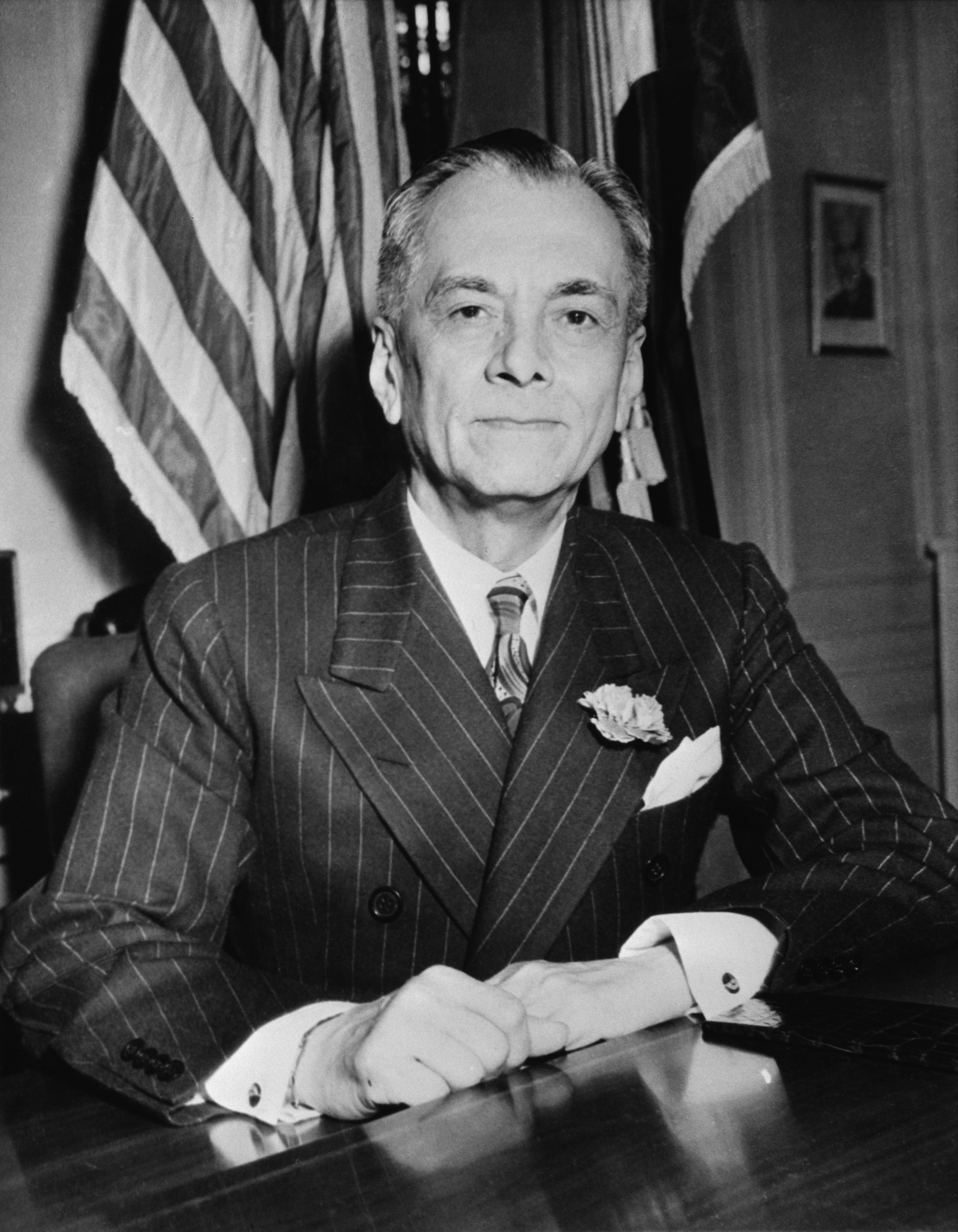
曼努埃爾·奎松，菲律賓自治領第一任總統暨前革命軍指揮官。

1899年1月20日， 麦金利总统任命菲律宾第一委员会（舒尔曼委员会），一个五人小组，由雅各布舒尔曼博士、康乃尔大学校长领导，来调查海岛条件，并提出建议。次年，他们向总统发出的报告，委员们承认菲律宾独立的要求；然而他们宣称菲律宾还没有准备好。 具体建议包括尽快建立文职政府（当时美国在群岛行政长官都督），其中包括建立一个两院制立法机关，省级、市级自治政府和免费公立小学的新系统。
1900年3月16日，菲律宾第二委员会（ 塔夫脱委员会 ）由麦金利任命，由威廉霍华德塔夫脱领导，被授予立法权力和有限行政权力。它在1900年9月和1902年8月，发布了499条法律。司法系统被成立，包括最高法院，并拟定了一个合法的法典，以取代西班牙条例。行政事务被组织起来了。1901年市政法典提供了民选总统，副总统和议员，担任市政议会。市政委员会成员，负责收税，维护市政利益，并进行必要的建设项目；他们还选举省长。1901年七月菲律宾警察组织为一个群岛范围内的警察部队，控制和处理叛乱运动的残余土匪。1901年7月4日军事统治终止后，菲律宾警察逐步从美国部队手里接起镇压游击队和土匪活动的责任。
从一开始，美国总统和他们在海岛的代表把他们的殖民行为解释为指导行为：为菲律宾最终独立做准备。除小组“retentionists”，问题不是菲律宾是否将被授予自治，而是何时以及在什么条件下。因此，在岛屿的政治发展是迅速的，而且在完全没有西班牙代表机构的影响下，尤其显著。 菲律宾1902年7月的《组织法》规定，为了实现和平安定，立法机关应该成立，且包含民选的议会构成的下议院和美国总统任命的上议院。
美国国会于1916年通过《琼斯法令》，作为在菲律宾新的组织法，承诺最终独立，并建立了民选的菲律宾参议院。1934年3月24日通过的《Tydings-McDuffie法》（正式菲律宾独立法案；国际公法73-127），为菲律宾自治政府和菲律宾独立提供，使其摆脱了被美国统治的十年期间。二战爆发後，使其在1941年至1945年之间被日本占领。1946年，美国政府和菲律宾共和国之间的《马尼拉条约》（1946年）承认菲律宾共和国独立，并放弃美国在菲律宾群岛的主权。

## 延伸阅读
- Delmendo, Sharon, , Rutgers University Press, 20042004, ISBN 0813534119
- Legarda, Benito J. Jr. (2001). The Hills of Sampaloc: the Opening Actions of the Philippine–American War, February 4–5, 1899. Makati: Bookmark. ISBN 978-971-569-418-6.
- Silbey, David J. A War of Frontier and Empire: The Philippine–American War, 1899-1902 (2008)
- Stewart, Richard W. General Editor, Ch. 16, Transition, Change, and the Road to war, 1902-1917" （页面存档备份，存于）, in "American Military History, Volume I: The United States Army and the Forging of a Nation, 1775-1917" （页面存档备份，存于）, Center of Military History, United States Army, ISBN 0-16-072362-0.
- Wilcox, Marrion. Harper's History of the War. Harper, New York and London 1900, reprinted 1979. [Alternate title: Harper's History of the War in the Philippines]. Also reprinted in the Philippines by Vera-Reyes.

### 一手來源
- The "Lodge Committee" (a.k.a. Philippine Investigating Committee) hearings and a great deal of documentation were published in three volumes (3000 pages) as S. Doc. 331, 57th Cong., 1st Session An abridged version of the oral testimony can be found in: American Imperialism and the Philippine Insurrection: Testimony Taken from Hearings on Affairs in the Philippine Islands before the Senate Committee on the Philippines—1902; edited by Henry F Graff; Publisher: Little, Brown; 1969. ASIN: B0006BYNI8
- Storey, Moorfield and Julian Codman legal counsel for the Philippine Investigating Committee. (1902). Secretary Root's Record:"Marked Severities" in Philippine Warfare — Wikisource.